# Burgstall Hohenrod
Der Burgstall Hohenrod ist eine abgegangene Spornburg auf 636 m ü. NHN auf der Kuppe des Schlossberges im Geroldsgrüner Forst, 150 Meter über dem Lamitztal und etwa 3300 Meter südsüdwestlich der Kirche von Geroldsgrün im Landkreis Hof in Bayern.

## Geschichte
Die Burg wurde in der zweiten Hälfte des 12. Jahrhunderts von den Dienstmannen der Herzöge von Meranien erbaut. Im Grenzbereich zwischen meranischem und bischöflichem Besitz gab es immer wieder Streitigkeiten um die Burg. Diese setzten sich fort, als die Grafen von Orlamünde das meranische Erbe antraten. Um 1325 und 1333 wurde die Anlage als Wüstung erwähnt. Zwischen 1374 und 1384 wurde sie durch Graf Otto X. von Orlamünde neu aufgebaut und 1385 nach einer Vereinbarung mit dem Bamberger Fürstbischof Lamprecht von Brunn endgültig abgebrochen.
Die Burg lag auf der Kuppe des Schlossberges über dem Lamitztal. Sie gilt als älter als die Burg Wallenrode und diente im Grenzgebiet zur Sicherung der Lamitzstraße. Von der ehemaligen Burganlage sind noch der Halsgraben und der doppelte Ringwall um die Hauptburg auf dem etwa 24 × 8 Meter großen Kernhügel erhalten.
Der Kartograph Johann Christoph Stierlein stellte 1816 eine erstmals sehr präzise Karte des Burgbereichs mit dem damals vorhandenen Bestand fertig.